# Tanoh Alas
Tanoh Alas is een bestuurslaag in het regentschap Aceh Tenggara van de provincie Atjeh, Indonesië. Tanoh Alas telt 740 inwoners (volkstelling 2010).